# Thetidia atyche
Thetidia atyche là một loài bướm đêm trong họ Geometridae.